# Syscalma
Syscalma är ett släkte av fjärilar. Syscalma ingår i familjen praktmalar, Oecophoridae.
Kladogram enligt Catalogue of Life:
| Syscalma | \| \| Syscalma cleophanta \| \| \| \| \| \| Syscalma prymnaea \| \| \| \| \| \| Syscalma pyroptera \| \| \| \| \| \| Syscalma stenoxantha \| \| \| \| |
|          | \| \| Syscalma cleophanta \| \| \| \| \| \| Syscalma prymnaea \| \| \| \| \| \| Syscalma pyroptera \| \| \| \| \| \| Syscalma stenoxantha \| \| \| \| |
|          | Syscalma cleophanta |
|          | |
|          | Syscalma prymnaea |
|          | |
|          | Syscalma pyroptera |
|          | |
|          | Syscalma stenoxantha |
|          | |